# Steaua fericirii captive
Steaua fericirii captive  (titlul original: în rusă Звезда пленительного счастья, transliterat: Zvezda plenitelnogo sceastia) este un film dramatic asovietic, realizat în 1975 de regizorul Vladimir Motîl. Titlul filmului este o aluzie la un vers din poezia lui Alexandr Pușkin „К Чедаеву” (în ro: Pentru Cedaev). Este un film de costume de epocă dedicat „femeilor din Rusia”.
Protagoniștii filmului sunt actorii Irina Kupcenko, Aleksei Batalov, Natalia Bondarciuk, Oleg Strijenov, Eva Șikulskaia și Igor Kostolevski. 

## Conținut
Acțiunea filmului este plasată după revolta decembristă împotriva împăratul Nikolai I din 1825. Revolta a fost reprimată, iar ofițerii militari implicați mărturisesc unul câte unul că au luat parte la acțiune. Ca urmare sunt condamnați la exil în Siberia, iar soțiile lor se confruntă cu decizia dacă îi urmează sau nu.

## Distribuție
- Irina Kupcenko – prințesa Ekaterina Ivanovna Trubețkaia
- Aleksei Batalov – cneazul Serghei Petrovici Trubețkoi
- Natalia Bondarciuk – prințesa Maria Volkonskaia
- Oleg Strijenov – cneazul Сергей Григорьевич Волконский
- Eva Șikulskaia – Polina Göbl-Annenkova, в замужестве Прасковья Егоровна
- Igor Kostolevski – Ivan Aleksandrovici Annenkov, декабрист, кавалергард
- Lev Ivanov – Nikolai Nikolaevici Raevski, general de cavalerie
- Raisa Kurkina – Sofia Raevskaia, soția lui N. N. Raevski
- Tatiana Pankova – Anna Annenkova, mama lui Ivan A. Annenkov
- Aleksandr Porohovșcikov – Pavel I. Pestel
- Viktor Kostețki – Piotr G. Kahovski
- Iuri Rodionov – Serghei I. Muraviov-Apostol
- Oleg Iankovski – Kondrati F. Rîleev
- Tatiana Fiodorovax – Natalia Rîleeva, soția lui К. F. Rîleev
- Vasili Livanov – împăratul Nikolai I[2]
- Innokenti Smoktunovski – Ivan B. Zeidler, guvernatorul de Irkutsk
- Vladislav Strjelcik – contele Laval
- Dmitri Șilko – Mihail Andreevici Miloradovici, guvernatorul general al Sankt Petersburgului
- Igor Dmitriev – contele Lebțeltern, trimis austriac la Sankt Petersburg
- Boris Dubenski – împăratul Alexandru I
- Viktor Terehov – Vasili V. Levașov, generalul
- Vadim Makarovski – Voșe
- Arkadi Trusov – Fiodor, valetul lui Annenkov
- Mihail Kokșenov – Nikita, slujitorul lui Annenkov sr.
- Aleksei Kojevnikov – Pafnuti, sluga lui Zeidler

## Lansare
A fost lansat în anul 1975 și a avut parte de mare succes comercial, fiind vizionat de 22,0 milioane de spectatori în cinematografele din Uniunea Sovietică.